# Língua guitonga
Guitonga (ou tonga de Moçambique, ou xinhambane, como dizem os povos vizinhos; antigamente conhecido como bitonga, como os povos vizinhos chamavam o povo guitonga) é uma língua da família banta, cujos falantes nativos são originários da cidade de Inhambane e dos distritos de Maxixe, Morrumbene e Jangamo, na província de Inhambane, em Moçambique, num número estimado, no ano de 2014, em cerca de 224 mil.
Outra língua aparentada com o guitonga é a língua chope, também originária e principalmente falada nos distritos de Inharrime e Zavala, ainda na mesma província, mas mais a sul. Chope ou Guichope como chamam os nativos de Maxixe difere em apenas poucas questões de semântica e pronúncia menos suave em relação à Guitonga.[carece de fontes?]